# Jean-Louis Pascal
Jean-Louis Pascal (Pariz, 4. srpnja 1937. – Pariz, 17. svibnja 1920.) bio je francuski akademski arhitekt.
Rodio se 1837. u Parizu, gdje je pohađao Školu lijepih umjetnosti, jednu od najcjenjenijih likovnih akademija u Francuskoj.
Za svoj tridesetogišnji arhitektoski rad, 1866. dobio je Rimsku nagradu, umjetničku nagradu koju je utemeljio francuski kralj Luj XIV.
Nakon vojne službe u Francusko-pruskom ratu, vraća se u rodni grad gdje pomaže u restauraciji Louvrea, koju je vodio Hector Lefuel.
1875. postaje akademikom te biva imenovan za glavnog arhitekta u obnovi i proširenju Nacionalne knjižnice Francuske, za koju je izradio Ovalnu sobu, Voltairov salon, periodičku sobu i veliko stubište.
Projektirao je atelijer francuskog slikara Williama-Adolphea Bouguereaua i grobnice brojnih poznatih Prižana na Groblju Père-Lachaise.
Bio je sudionik Svjetske izložbe 1900. u Parizu. Odlikovan je Legijom časti za doprinos francuskoj arhitekturi.
Za svoj rad, Američki arhitektonski institut mu je 1914. dodijelio Zlatnu medalju. Isto je učinio i Kraljevski institut britanskih arhitekata.